# ألان ليبسكيند
ألان ليبسكيند (بالإسبانية: Alan Liebeskind) (7 يناير 1985 ببويرتو أورداز في فنزويلا - ) هو مدرب كرة قدم ولاعب كرة قدم فنزويلي في مركز حراسة المرمى. شارك مع منتخب فنزويلا لكرة القدم. أما مع النوادي، فقد لعب مع ديبورتيفو تاشيرا ونادي بورتوغيزا ونادي زامورا ونادي كاراكاس وديبورتيفو لارا وديبورتيفو ميراندا وديبورتيفو إيطاليا ‏.

## روابط خارجية
- ألان ليبسكيند على موقع قاعدة بيانات كرة القدم.إي يو (الإنجليزية)
- ألان ليبسكيند على موقع ناشيونال فوتبول تيمز (الإنجليزية)
- ألان ليبسكيند على موقع Soccerway.com (الإنجليزية)